# Gene (by)

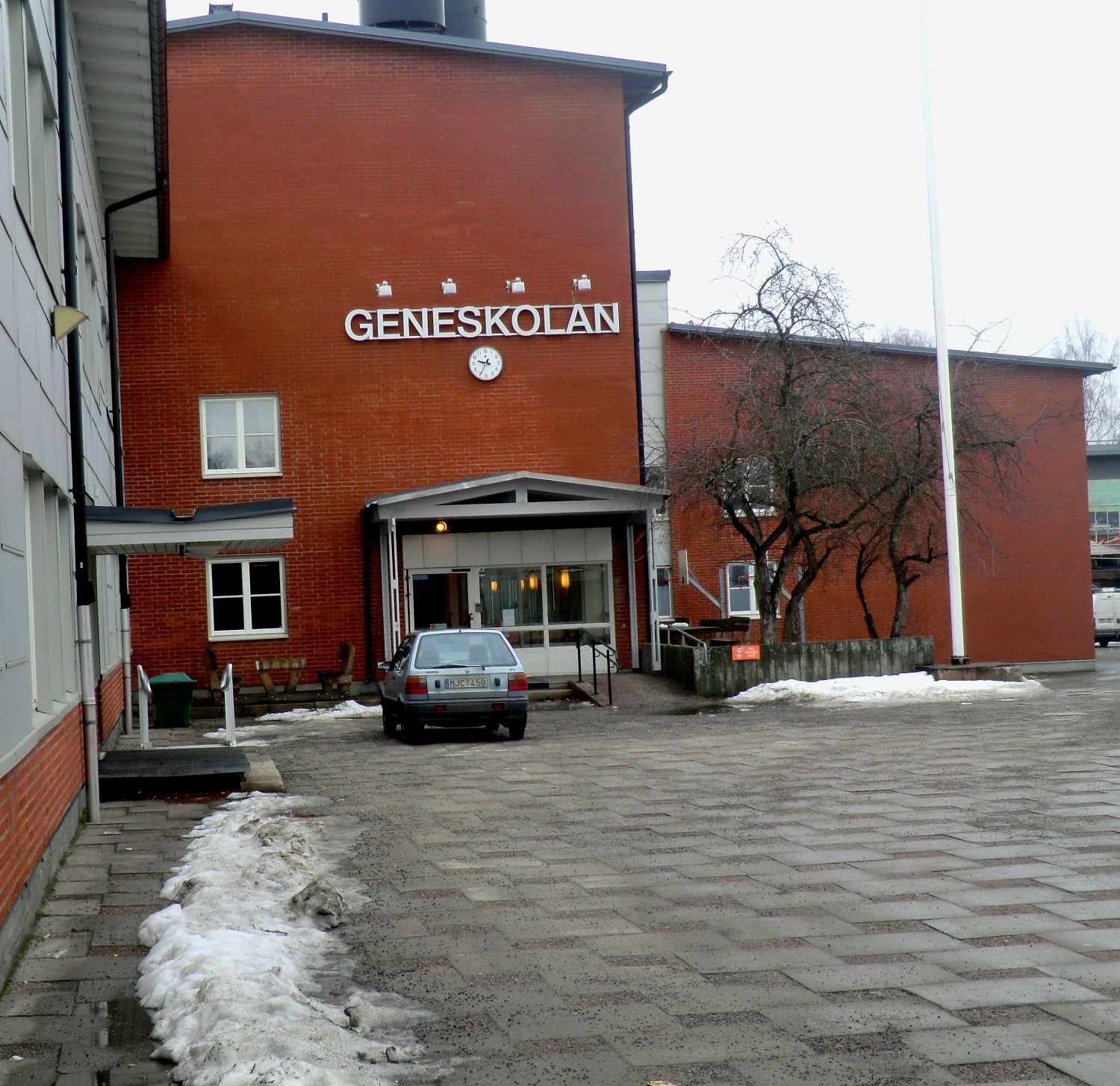
Geneskolan, 7-9-skola som ligger i Gene och har upptagningsområde Domsjö, Vårby, Gene, Sund och Hörnett.

Gene är en by i Själevads socken i Örnsköldsviks kommun och ingår i Örnsköldsviks tätort.

## Gene by
Gene ligger mellan Moälvens nedersta lopp i norr, Bäckfjärden i söder, Sund i väster och Domsjö i öster. Gränsen mellan Gene och Domsjö följer den dalgång som omkring år 0 var ett sund mellan Bäckfjärden och Örnsköldsviksfjärden.

## Genesmon och Gene fornby
I södra delen av Gene, nära Bäckfjärden, ligger Genesmon där en järnåldersboplats med långhus grävts ut och rekonstruerats (Gene fornby).

## Gene Bageri AB
Gene Bageri AB, tidigare landets största tillverkare av tunnbröd och numera en del av Polarbröd, startades 1962 i Gene av Sven-Erik Carlsson. År 1974 flyttades produktionen till Bredbyn.